# コナカハグロトンボ
コナカハグロトンボは、八重山諸島に住む小柄なカワトンボ類の昆虫。この地域に見られる特殊なトンボの中では、もっともよく見かけられる種である。

## 特徴
コナカハグロトンボ Euphaea yaeyamana Oguma は、トンボ目均翅亜目ミナミカワトンボ科ミナミカワトンボ属の昆虫であり、この属の日本で唯一の種である。小柄なカワトンボであり、見かけの美しい種でもあるが、雌雄での性的二形がはっきりしているのも特徴となっている。名前の似ているハグロトンボとはあまり関係はない。
雄は腹長31-35mm、後翅長24-27mm、雄では後翅がやや短く、より幅広い。この後翅の半ばから先端の少しを除いた部分が褐色に色づいているのがはっきりしたアクセントになっている。また、翅の表面が角度によっては赤紫色に輝く。前翅ははっきりした濃い縁紋がある他はほぼ透明ながら、全体が淡く褐色を帯びる。胴体は胸部が黒地に赤い筋が入り、腹部は全体に赤く、後端近くが黒い。
雌は腹長25-28mm、後翅長23-26mm、雄よりやや小さい。雌の翅には縁紋以外にはっきりした斑紋がなく透明だが、全体にやや褐色を帯びる。時に雄で斑紋がある部分あたりがやや強く着色する個体がある。胴体と腹部は黒地に黄色い筋模様が入る。

## 生育環境
山間部の渓流周辺に生息する。ただし類似の環境に生息する他種よりはやや幅広く、かなり中流域よりにも出現するし、開けた場所に出てくることもある。その姿が目立つこともあり、この地域の小型のトンボではもっともよく見かける種と言ってもいいだろう。ただし止水域には出現しない。

## 生活史
成虫は3月から11月、年によっては12月まで見られると言うから、ほぼいつでも、である。若い成虫は流れからやや離れた林内でいることが多い。成熟した雄は流れのそばにいて、縄張りを占有する。普通は流れの中の石の上などに止まる。ちなみにこのトンボはとまるときに翅を背中に重ねて立てて止まることと、やや広げて止まることがあり、時折止まったままで翅を開閉したり、やや広げて止まった後、少し動きながら翅を閉じたりするのが見かけられる。
交尾は枝先などに止まって行われる。その後その姿勢のまま流れに沿って飛び、水をかぶった枯れ木など、産卵に適する素材を見つけるとそれに止まって交尾を解除する。一定時間の後、雌は後ずさりするようにして産卵を行い、その際に時に水中に潜ることもある。雄はこの間も雌を保持し続けるが、水中にはいるときにはこれを離すという。
幼虫はトンボのヤゴとしては特異なもので、むしろヒラタカゲロウなどに似ている。流れの中の岩の表面に張り付くようにして生息し、岩の表面を素早くはい回るという。これは似た環境への適応としての収斂とも考えられるが、実はこのヤゴは腹部の腹面に対をなした糸状の鰓を持っている。これはカゲロウ類にはあるが他のトンボ類には見られないもので、この類が原始的な性質を持つことを示している。
羽化は水中からでた岩などのオーバーハングした部位で行われる。

## 分布
八重山諸島の固有種で、石垣島と西表島にのみ生息する。

## 近縁種等
ミナミカワトンボ属には葯21種があるが、日本にはこの一種のみが知られる。台湾にはナカハグロトンボ E. formosa Selys があり、本種にごく近縁と考えられる。この種の島嶼性矮小型との見方もある。国内においては、類似の小柄なカワトンボは他にもあるが、雄ではそのはっきりした体色等のために区別は容易である。雌はチビカワトンボ Bayadera brevucauda ishigakiana Asahina の雌に似ているが、翅がやや幅広く、褐色を帯びる点で区別できる。この二種は分布も生活域もやや重なる。

## 保護の現状
沖縄県のRDBでは石垣島の個体群を『絶滅のおそれのある地域個体群』としている。石垣島の方が森林面積も狭く、渓流環境の荒廃が心配されるためである。西表島ではごく普通である。もちろん全体としてみれば、ごく限られた狭い地域の固有種であり、その保護には十分な注意が必要であろう。